# 東京海上日動コーポレーション
東京海上日動コーポレーション株式会社（とうきょうかいじょうにちどうコーポレーション）は、東京海上グループの小売業を営んでいた会社。各種ノベルティや、事務関連用品の取り扱いを通じ、損害保険・生命保険代理店の営業推進や業務運営のサポートを行っていた。近年インターネット通販に力を入れていた。
2011年4月1日、印刷・製本などを行っていた株式会社東京海上日動オペレーションズとともに、東京海上グループの特例子会社である東京海上ビジネスサポート株式会社に合併され解散した。